# Pseudalea macrogastris
Pseudalea macrogastris là một loài bướm đêm trong họ Noctuidae.